# Doux (Ardennes)
Doux ist eine französische Gemeinde mit 102 Einwohnern (Stand: 1. Januar 2022) im Département Ardennes in der Region Grand Est (bis 2015 Champagne-Ardenne). Sie gehört zum Kanton Rethel im Arrondissement Rethel. 

## Geographie
Nachbargemeinden sind Bertoncourt im Nordwesten, Novy-Chevrières im Norden, Coucy im Osten, Thugny-Trugny im Süden und Rethel im Westen. an der südlichen Gemeindegrenze verläuft der Fluss Saulces.

## Bevölkerungsentwicklung
| Jahr      | 1962 | 1968 | 1975 | 1982 | 1990 | 1999 | 2008 | 2019 |
| --------- | ---- | ---- | ---- | ---- | ---- | ---- | ---- | ---- |
| Einwohner | 94   | 71   | 77   | 78   | 63   | 76   | 69   | 102  |

## Sehenswürdigkeiten
- Kirche Saint-Martin, seit dem 26. Februar 1926 als Monument historique ausgewiesen[1]

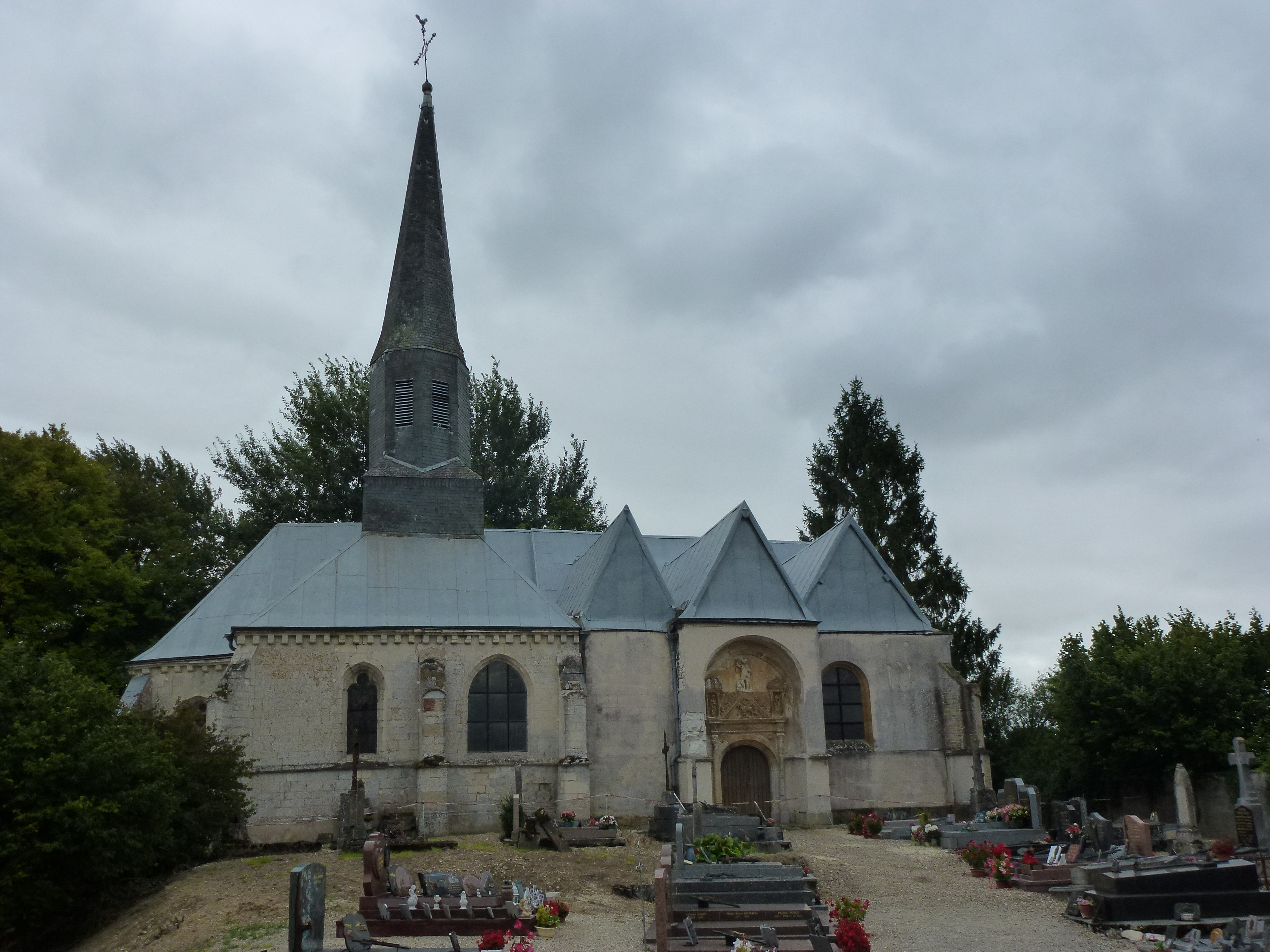
Kirche Saint-Martin

- Kriegerdenkmal